# Maria Vladimirovna av Staritsa
Maria Vladimirovna av Staritsa, död 1610, var en rysk adelskvinna. Hon var gift med Livlands kung, Magnus av Ösel, och var som sådant drottning av Livland 1570-1578. 